# Angélique (prénom)
Pour les articles homonymes, voir Angélique.
Angélique est un prénom féminin (il a aussi été utilisé, très rarement, pour des garçons). 

## Étymologie
D'origine grecque il veut dire semblable aux anges, en particulier dans leur fonction de messager. 

## Fête
Les Angélique sont célébrées le jour de la fête d'une Sainte Angèle, le 4 janvier ou le 27 janvier, ou bien l'un des jours où on fête les anges le 2 octobre (usage occidental) ou le 8 novembre (usage oriental), ou encore, le jour de la fête des archanges le 29 septembre.

## Prénom révolutionnaire
Angélique est aussi un prénom révolutionnaire, tiré du calendrier républicain (4e jour du mois de prairial), où il fait référence aux fleurs Angelica. Au moment de la Révolution française, il connaît une nouvelle faveur, qui dure jusqu’au début du XXe siècle, avant de disparaître des années 1920 aux années 1960. Les romans et les films Angélique lui donnent un essor important, avec environ 5000 petites Angéliques chaque année jusque dans les années 1980. Depuis les années 1990, le prénom est attribué régulièrement à 500 petites filles.

## Personnalités portant ce prénom
- Angélique Kidjo (1960 - ) une chanteuse béninoise
- Angélique Ionatos, chanteuse grecque contemporaine
- Angélique de Rouillé
- Marie Angélique de Scoraille de Roussille, duchesse de Fontanges
- Angélique Arnauld, abbesse de Port-Royal
- Marie-Angélique le Blanc, enfant sauvage
- Angelique Kerber, joueuse de tennis allemande
- Angélique Lefèvre (1957-) dite Angélique, sculptrice et photographe
- Angelique Cabral (1979-), actrice américaine.
- Angélique de Bruijne, (1973-), actrice néerlandaise.

## Personnages de fiction
- la saga des Angélique
- Angélique marquise des anges
- Merveilleuse Angélique
- Angélique et le Roy
- Indomptable Angélique
- Angélique et le sultan